# نيكول هاكيت
نيكول هاكيت (بالإنجليزية: Nicole Hackett) هي تريثلت أسترالية، ولدت في 10 ديسمبر 1978 في سيدني في أستراليا.

## وصلات خارجية
- نيكول هاكيت على موقع اتحاد الترياتلون الدولي (الإنجليزية)
- نيكول هاكيت على موقع أوليمبيديا (الإنجليزية)
- نيكول هاكيت على موقع اللجنة الأولمبية الأسترالية (الإنجليزية)
- نيكول هاكيت على موقع اتحاد ألعاب الكومنولث (مؤرشف) (الإنجليزية)